# Fontanar
Fontanar település Spanyolországban, Guadalajara tartományban. Fontanar Guadalajara, Marchamalo, Yunquera de Henares és Tórtola de Henares községekkel határos. Lakosainak száma 2637 fő (2024).

## Népesség
A település népessége az utóbbi években az alábbiak szerint változott:
| Lakosok száma | 962  | 1263 | 1444 | 2012 | 2276 | 2349 | 2328 | 2370 | 2523 | 2637 |
|               | 2001 | 2004 | 2006 | 2009 | 2011 | 2014 | 2016 | 2019 | 2021 | 2024 |